# WaiBOP United
WaiBOP United (założony jako Waikato FC) – nowozelandzki, klub piłkarski z siedzibą w Hamilton. W latach 2004–2016 występował w New Zealand Football Championship. Klub został rozwiązany po zakończeniu sezonu 2015/2016.